# Jakob Alberty
Jakob Alberty (* 14. Oktober 1811 in Berlin; † 1870 ebenda) war ein deutscher Bildhauer.

## Leben
Alberty, ein außerehelich geborener Jude, lernte zunächst die Holzschnitzerei und besuchte anschließend die Akademie Berlin bei Ludwig Wichmann. 1837 heiratete er Male Demuth, die Tochter eines Pfandleihers. Der preußische König Friedrich Wilhelm III. förderte ihn mit einigen Aufträgen. 1840 bekam Alberty den Auftrag für zwölf Apostel für die Sacrower Heilandskirche bei Potsdam (nach dem Vorbild des Sebaldusgrabes von Bildhauer Peter Vischer). Vielfach wurde er vom preußischen Hof mit der Herstellung von holzgeschnitzten Möbeln beauftragt (Berliner Schloss, Schloss Stolzenfels). Daneben betrieb er einige Jahre eine Bronzefabrik. 1846 trat Alberty der Gesellschaft der Freunde bei, 1851 erhielt er den Titel  „Königlicher Preußischer Hof-Holzbildhauer“.

## Werke
- 1834: Büste Friedrich II. nach der Totenmaske
- 1836: „Madonna“
- 1840: 12 Apostel für die Heilandskirche Sacrow bei Potsdam
- 1851: „Löwe“
- 1854: „Christus“ für die Johanneskirche in Memel
- 1860: „Moses“ für die Johanneskirche in Memel
- 1859: Büste Königin Stephanie von Portugal
- 1864: Reiterrelief  Fürst Karl Anton von Hohenzollern